# Geodetic and Geophysical Research Institute
Das Geodetic and Geophysical Research Institute (GGRI) ist eine Akademie im westungarischen Sopron (Ödenburg) nahe der österreichischen Grenze. Der ungarische Name lautet MTA Geodeziai es Geofizikai Kutatóintézet, abgekürzt GGKI; MTA steht für Magyar Tudományos Akadémia. Das Institut wurde 1955 gegründet. Die Adresse lautet: H-9400 Sopron, Csatkai u. 6-8.
Dieses geowissenschaftliche Forschungsinstitut der Ungarischen Akademie der Wissenschaften (MTA Budapest) besteht vor allem aus Forschungsgruppen für Höhere Geodäsie, geowissenschaftlichen Instrumentenbau, Ingenieurgeodäsie sowie für angewandte Geophysik, als Außenstelle des Budapester Instituts für Geoseismik. Das GGRI ist teilweise in die akademische Lehre eingebunden und betreibt unweit der Stadt ein geophysikalisches Observatorium. Auf einem mehrere Kilometer von der Stadt entfernten Aussichtsturm ist ein wichtiger Trigonometrischer Punkt des ungarisch-österreichischen Vermessungsnetzes untergebracht.
Derzeitiger Direktor des Instituts ist der Mathematiker József Závoti, sein Vorgänger war der Geodät József Somogyi. Vizedirektor ist seit längerem der Seismologe Péter Varga. Die traditionellen Dienstag-Referate mit auch ausländischen Experten werden von J. Verö organisiert.

## Arbeitsfelder
Interdisziplinär hat sich das Institut auf die Analyse von Gebäude- und Bodendeformationen spezialisiert, unter Entwicklung und Einsatz hochauflösender Neigungsmesser. Sie erlauben relative Untergrund-Messungen von 0,0001 mm auf Strecken von 1 Meter. Große Bedeutung haben dabei Änderungen des Grundwasserstandes, deren gemeinsame Untersuchung mit Bodenneigungen neue Erkenntnisse versprechen.
Beim südungarischen Mecsek-Gebirge wurde 1997 ein Testgebiet für lokale Geodynamik eingerichtet, um Bodenbewegungen im Bereich der tektonischen Mecsek-Verwerfung zu erfassen. Bisher wurden dort 5 Messkampagnen durchgeführt, die vor allem Bohrlochgeophysik, geotechnische Neigungsmessung sowie Nivellement, EDM und GPS umfassen. Die bisherigen Messreihen zeigen, dass Bauwerksfundierungen im Festgestein 10- bis 100-mal stabiler sind als im unverfestigten Sediment.
Ähnliche Untersuchungen werden an dem 173 m hohen Fernsehturm auf einer Bergkuppe bei Sopron durchgeführt. Man analysiert dort die Turmbewegungen bei Windlast und durch thermische Effekte (Sonnenstrahlung) und wie sie sich auf den Untergrund übertragen. Auch die Auswirkungen kleiner Bodenverschiebungen durch lokale Geodynamik oder ferne Erdbeben oder lokale geodynamische Prozesse werden im Umkreis von 90 m untersucht.

## Partnerschaften
Neben Partnerschaften mit ungarischen Forschungszentren kooperiert das GGRI auch mit einigen Instituten in Deutschland, Österreich und der Slowakei, u. a. mit der Universität Bonn (geodynamische Deformationsmessungen in der Niederrheinischen Bucht, siehe Weblink), mit der TU Wien (Geoidbestimmung, Sedimentbecken, Sopron-Wien-Zenitkamera) und mit slowakischen Akademie-Instituten.